# Emílio Joaquim da Silva Maia

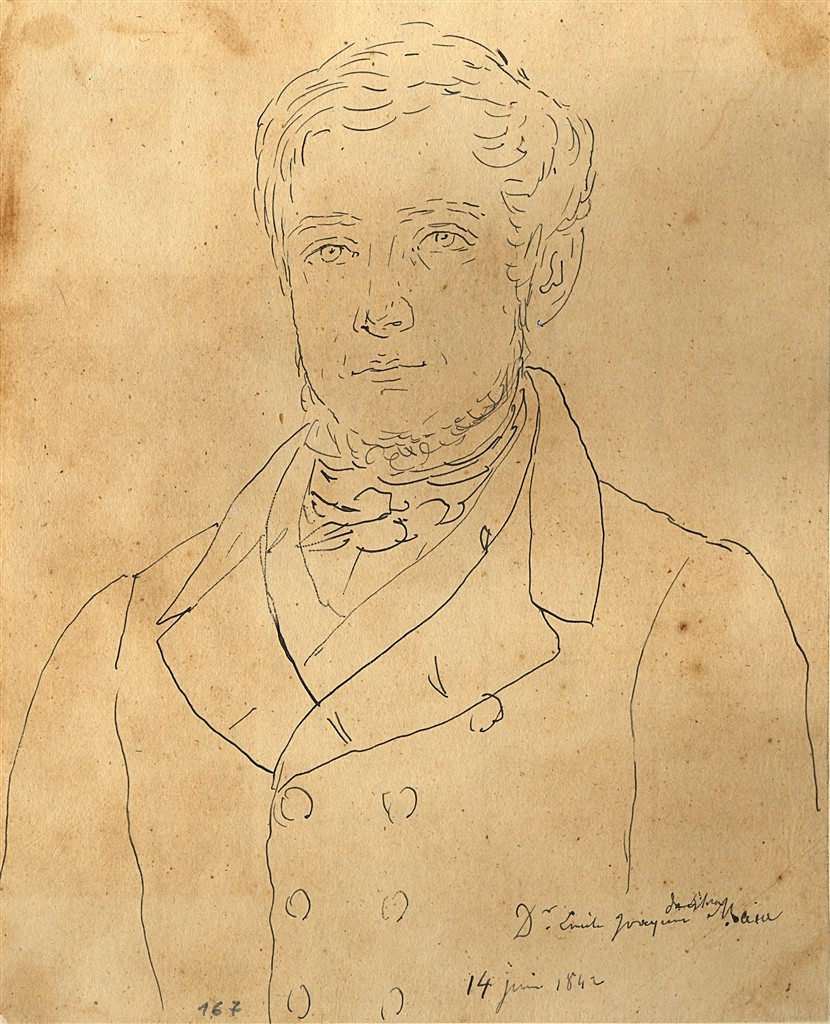
Emílio Joaquim da Silva Maia

Emílio Joaquim da Silva Maia (* 8. September 1808 in Salvador, Bahia; † 21. November 1859 in Rio de Janeiro) war ein brasilianischer Arzt und Naturforscher.

## Leben und Wirken
Sein Vater war der Kaufmann Joaquim José da Silva Maia. Seine Mutter hieß Joaquina Roza geb. da Costa. Schon in frühen Jahren zeigte er seine Begabung in den Geisteswissenschaften und hatte auf diesem Gebiet in den Metropolen Brasiliens sehr gute Lehrer.
Bereits 1817 als Kind erlebte er wegen Zuckerrohrknappheit die Pernambuco-Revolution (auch Revolution der Padres im Kapitanat von Pernambuco). 1821 war er 13-jährig in seiner Geburtsstadt Salvador Zeuge der Bewegung 10. Februar, dem Beginn der Kämpfe um die Unabhängigkeit Bahias von den Portugiesen. Im Alter von 15 Jahren erlebte er weitere turbulente politische Zeiten, in denen Peter I. schließlich das Kaiserreich Brasilien und die Unabhängigkeit von Portugal ausrief. Durch den Unabhängigkeitskrieg musste er seine Studien unterbrechen. So ging die gesamte Familie am 2. Juli 1823 in São Luís an Bord eines Schiffes, welches sie am 1. Januar 1824 nach Porto brachte. Hier besuchte er an der Universität Coimbra Vorlesungen in Medizin, bevor wiederum politische Turbulenzen, diesmal in Portugal, erneut seine Studien störten.
In der Zeit vor dem Miguelistenkrieg folgte er dem Beispiel seines Vaters und kämpfte an der Seite der Konstitutionalisten gegen die Absolutisten. Als die Verfassung 1824 widerrufen wurde, floh da Silva Maia ins Ausland. Über Spanien und später England wollte er dem drohenden Galgen entgehen. Teile seiner Familie und er kehrten 1829 nach Brasilien zurück, doch da Silva Maia kehrte noch im gleichen Jahr nach Europa zurück, um seine Studien fortzusetzen. Am 2. Dezember 1833 bekam er von der Universität von Paris seinen Doktor in Medizin für seine Dissertation Essai sur les dangers de l’allaitement par les nourrices verliehen. Im März 1834 kehrte er in seine Heimat zurück und wurde in Rio de Janeiro sesshaft.
Hier widmete er sich voll den Wissenschaften und setzte sich für soziale Belange in seiner Heimat ein. Er engagierte sich in der Politik, ließ sich nicht von Träumen hinreißen und schloss sich von ihm bevorzugten politischen Vereinen an. Hier verfolgte er eine administrative und politische Karriere, übte den Arztberuf aus und kümmerte er sich um alle Angelegenheiten, die die Naturwissenschaften betrafen.
Neben der Betreuung seiner medizinischen Klinik verfolgte er seine geistes- und naturwissenschaftlichen Studien. Seine Verdienste um das Wohl des Lands wurden hoch geschätzt. Auch sein Wirken als aufklärender und aktiver Stadtrat (vereador) von Rio de Janeiro, zu der Zeit als "município da Corte" Hauptstadt des Kaiserreichs, brachten ihm hohes Ansehen in der Gesellschaft.
Trotzdem galt seine ganze Hingabe den Naturwissenschaften und so wurde er 1838 Professor am Colégio Pedro II. Hier leitete er eine Abteilung des Nationalmuseums und erweiterte dieses nach dem Vorbild der Gelehrten aus der alten Welt um Studienarbeiten und Schriften. Viele seiner Artikel erschienen in O Auxiliador da Indústria Nacional, die von der Sociedade Auxiliadora da Indústria Nacional oder in Revista medica fluminense, die von der Academia Nacional de Medicina herausgegeben wurden. Für einige Zeit arbeitete er als Gründer und Chefredakteur der Zeitschrift Minerva Braziliera, in der er auch das Grünschwanz-Glanzkehlchen (Polytmus theresiae) beschrieb. Dazu war er eines der Gründungsmitglieder des Instituto Histórico e Geográfico Brasileiro.
Seine Publikationen waren vielschichtig und erschienen in unterschiedlichsten Büchern, Journalen und Magazinen. So publizierte er u. a. nach dem Tod von José Bonifácio de Andrada e Silva eine Lobrede auf den Verstorbenen oder eine Übersicht über die Ordnung im Tierreich (Quadros synopticos do reino animal), sowie einige zoologische Abhandlungen.
Am Ende seines Lebens wurde er schwer krank und wurde bettlägerig.

## Mitgliedschaften
Neben der Sociedade Auxiliadora da Indústria Nacional, der Academia Nacional de Medicina, dem Instituto Histórico e Geográfico Brasileiro war er in Brasilien Mitglied des Instituto Literário da Bahia und der Sociedade Velosiana de Ciências Naturais. In Europa war er Mitglied der Sociedade das Ciências Médicas de Lisboa, der Académie des sciences in Paris und der Königlichen Dänischen Akademie der Wissenschaften in Kopenhagen.

## Publikationen (Auswahl)
- Essai sur les dangers de l'allaitement par les nourrices (Thèse de médecine de Paris 1833 n° 252, 1833.). imp. Didot le Jeune, Paris 1833.
- Ensaio sobre os perigos à que estão sujeitos os meninos, quando naõ saõ amamentados por suas proprias mâis : appresentado na Sociedade de Medicina do Rio de Janeiro na sessaõ de 18 de junho de 1834. Na Typographia Imparcial de R. Ogier, Rio de Janeiro 1834 (archive.org).
- Memoria sobre o tabaco : lida nas sessoes da sociedade de medicina do Rio de Janeiro, de 6 e de 18 de Dezembro de 1834. Imp. e Const. de Seignot-Plancher e Cª,, Rio de Janeiro 1835.
- Elogio historico do illustre Jose Bonifacio de Andrada e Silva, lido na sessão publica da Academia Imperial de Medicina, a 30 de junho do corrente anno. Imparcial de F. de Brito, Rio de Janeiro 1838 (senado.leg.br [PDF; 37,3 MB]).
- Discurso sobre as sociedades scientificas e de beneficencia que tem sido estabelecidas na America: recitado na Sociedade Litteraria do Rio de Janeiro. Na Typographia Imparcial de Brito, Rio de Janeiro 1836.
- Duas especies de Beija Flores. In: Minerva brasiliense: jornal de ciências, letras e artes publicado por uma Associação de Literatos. Band 1, Nr. 1, 1843, S. 2–3 (memoria.bn.br [PDF; 5,0 MB]).
- Algumas ideas sobre geographia zoologica, servindo de introdução a diversos trabalhos sobre animaes brasileiros. In: Trabalhos da Sociedade Vellosiana. 1851, S. 39–44 (museunacional.ufrj.br [PDF; 1,1 MB]).
- Quadros synopticos do reino animal, onde se adopta o methodo natural de Cuvier com as precisas modficações conforme o estado actual da sciencia, organisados para facilitar o estudo da Zoologia no internato e externato do Collegio de Pedro II. Typ. nacional, Rio de Janeiro 1856.